# Xaidulla
Xaidulla, Shahidullah o Shahidula (uiguro: شەيدۇللا; Caratteri cinesi semplificati: 赛图拉) (altitudine ca. 3,646 m) è un piccolo insediamento posto nella parte alta del fiume Karakash (fiume), poco a nord del passo Karakorum lungo l'antica rotta carovaniera che univa il bacino del Tarim a Ladakh. Si trova nella parte sud-occidentale della provincia cinese dello Xinjiang, vicino alla grande strada cinese che corre tra Kashgar ed il Tibet.

## Storia
È probabile che Shahidulla fosse il regno di Zihe 子合 citato nel Libro degli Han posteriori. Viene descritta come posta su una gola, a 1000 li (416 km) da Shule Kashgar, e composta da "350 famiglie e 4 000 abitanti di cui 1000 in grado di maneggiare armi".
L'antico Libro degli Han 96A, pone Zihe e Xiye 西夜 sotto allo stesso re, e dice che le persone sono "...diverse dagli Hu, e la loro razza è dello stesso tipo dei Chiang e dei Di".
Xiye è quasi certamente la moderna Karghalik. In ogni caso il "Libro degli Han posteriori" dice che "Il Libro degli Han sbaglia dicendo che Xiye (Karghalik) e Zihe (Shahidulla) formavano un regno. Ognuno di loro ha oggi un proprio re". Questo probabilmente indica solo che i due 'regni' (國 - guo) si trovavano sotto lo stesso re durante la prima dinastia Han, ma che ognuno ebbe il proprio re durante la seconda. Entrambi i libri citano le stesse cifre riguardo alla popolazione, il che fa pensare che il secondo (quello degli Han posteriori) abbia semplicemente copiato il primo, che con ogni probabilità faceva riferimento alla popolazione complessiva dei due regni.
Nonostante si trattasse di un'importante tappa sulla rotta che univa il bacino del Tarim a Ladakh ed all'India, ci sono pochissime sue citazioni prima dell'arrivo di Robert Shaw, un mercante britannico.
Robert Barkley Shaw, residente a Kangra, India, visitò Xaidulla nel 1868 durante il suo viaggio da Yarkand attraverso Leh, Ladakh e la valle di Nubra, oltre il passo Karakorum. Fu imprigionato qui per un certo tempo, in un piccolo forte fatto di mattoni essiccati non lontano dal fiume Karakash che, a quel tempo, era controllato dal governatore dello Yarkand per conto del re di Kashgaria, Yaqub Beg. Shaw disse che non c'erano villaggi: "è solo un campeggio posto sulla strada tra Ladâk e Yârkand, ed è il primo posto in cui ci si imbatte percorrendola. Quattro anni fa, nel 1864, mentre c'erano ancora disordini in Toorkistân, il Maharaja del Cashmeer inviò pochi soldati ed operai oltre i monti Karakoram (suo vero confine), facendogli costruire un piccolo forte a Shahidoolla. Questo forte fu occupato dalle sue truppe per due estati; ma l'anno scorso, quando arrivarono i problemi, e l'intera terra era governata dal re di Yarkand, queste truppe furono ritirate".
Anche il nipote di Robert Shaw, Francis Younghusband, visitò Xaidulla nel 1889.
Secondo lui si trovava ad oltre 3658 metri di altitudine e nulla vi cresceva. Tutto il grano doveva essere importato dai villaggi del Turkestan, una marcia di sei giorni attraverso un passo a 5182 metri di altitudine. Era anche a 290 km dal villaggio più vicino in Ladakh, che si poteva raggiungere attraverso tre passi alti in media 5486 metri.
A partire dall'inizio del XX secolo l'intera regione passò sotto al controllo cinese, e fu considerata parte della provincia di Sinkiang (Xinjiang). Shahidulla (Xaidulla) si trova a nord di qualsiasi territorio reclamato da India o Pakistan, mentre i passi Sanju e Kilian si trovano a nord. Un'importante strada cinese parte da Kargilik (Yecheng) nel bacino del Tarim, muovendosi a sud attraverso Shahidulla ed attraversando la contesa regione dell'Aksai Chin oggi controllata dalla Cina, ma ancora reclamata dall'India, ed il Tibet nord-orientale (oggi provincia di Xizang).
Secondo recenti rapporti non vi sarebbe più alcun insediamento, solo poche rovine su una vicina collina, e la città più prossima, circa 10 km ad est, viene chiamata Shaidouli dai locali Han (ma segnata su molte mappe come Suget o Xaidulla).